# Пригоршня праха (фильм)
«Пригоршня праха» (англ. A Handful of Dust) — британский  фильм в жанре драма 1988 года режиссёра Чарльза Старриджа, по одноимённому роману Ивлина Во; обладатель премии Британской Академии кино и телевидения и номинант на премию Оскар.

## Сюжет
События разворачиваются в Великобритании, в 30-е годы XX столетия. В поместье Бренды и Тони Ластов приезжает 25-летний Джон Бивер, бывший рекламный агент, который находится в постоянном поиске работы и вскоре у Бренды завязывается роман с новым знакомым. Мучимая угрызениями совести Бренда Ласт пытается свести мужа с эксцентричной Дженни Абдул Акбар, но эта попытка оказалась безуспешной из-за того, что Тони Ласт посчитал даму слишком утомительной. Вскоре, во время охоты, погибает единственный ребёнок четы Ластов, Джон Эндрю, и после этого Бренда сообщает мужу, что она хочет развестись с ним, так как влюблена в Джона Бивера.

## Актёрский состав
| В ролях             |  | Персонаж       |
| ------------------- |  | -------------- |
| Джеймс Уилби        |  | Тони Ласт      |
| Кристин Скотт Томас |  | Бренда Ласт    |
| Анжелика Хьюстон    |  | Миссис Раттери |
| Джуди Денч          |  | Миссис Бивер   |
| Алек Гиннесс        |  | мистер Тодд    |
| Джексон Кайл        |  | Джон Эндрю     |
| Тристам Джеллинек   |  | Ричард Ласт    |
| Стивен Фрай         |  | Реджи          |

## Награды и номинации
Сведения о наградах и номинациях приводятся согласно данным  Британской академии кино и телевидения (BAFTA), газеты Evening Standard,  сайта Британского общества кинематографистов (BSC),  сайта Премии Академии, сайта IMDb.com.

### Награды
Премия Британской Академии кино и телевидения, 1988
- Лучшая актриса второго плана — Джуди Денч;

Кинопремия газеты Evening Standard, 1988
- Наиболее многообещающий новичок — Кристин Скотт Томас

### Номинации
Премия Академии, 1989
- Лучший дизайн костюмов — Джейн Робинсон

Премия Нью-Йоркской ассоциации кинокритиков, 1988
- Лучший актёр второго плана — Алек Гиннесс, 2-е место

Премия Британского общества кинематографистов, 1988
- Лучшая операторская работа —  Питер Ханна

Премия Британской Академии кино и телевидения, 1988
- Лучший грим — Салли Саттон